# Liste von Seen in Deutschland/H
| Name                     | Stadt/Gemeinde/Landkreis            | Land                   | Fläche in km²                |
| ------------------------ | ----------------------------------- | ---------------------- | ---------------------------- |
| Habermannsee             | Berlin                              | Berlin                 |                              |
| Habichtssee              | Paderborn                           | Nordrhein-Westfalen    |                              |
| Hackensee                | Holzkirchen                         | Bayern                 |                              |
| Hackensteinskaulen       | Geldern                             | Nordrhein-Westfalen    |                              |
| Haferbruchsee            | Rheinberg                           | Nordrhein-Westfalen    |                              |
| Hagener Meer             | Oelde                               | Nordrhein-Westfalen    |                              |
| Hahnenkammsee            | Heidenheim                          | Bayern                 | 0,023                        |
| Halbmeilensee            | Volkach                             | Bayern                 |                              |
| Halemer See              | Flögeln                             | Niedersachsen          | 0,8                          |
| Halensee                 | Berlin                              | Berlin                 | 0,057                        |
| Halterner Stausee        | Haltern am See                      | Nordrhein-Westfalen    | 3,07                         |
| Hammerschmiedesee        | Abtsgmünd                           | Baden-Württemberg      |                              |
| Hammersee                | Juist                               | Niedersachsen          | 0,173 (ohne Verlandungszone) |
| Hammersee                | Siehdichum                          | Brandenburg            | 0,15                         |
| Hammerteich              | Witten                              | Nordrhein-Westfalen    |                              |
| Hanfsee                  | Rheinmünster                        | Baden-Württemberg      |                              |
| Happurger See            | Happurg                             | Bayern                 | 0,55                         |
| Hardausee                | Suderburg                           | Niedersachsen          |                              |
| Hardthauser See          | Rottweil                            | Baden-Württemberg      |                              |
| Hardtsee                 | Ubstadt-Weiher                      | Baden-Württemberg      |                              |
| Hariksee                 | Niederkrüchten, Schwalmtal          | Nordrhein-Westfalen    | 0,2                          |
| Harkortsee               | Wetter, Hagen, Herdecke             | Nordrhein-Westfalen    | 1,37                         |
| Hartensbergsee           | Goldenstedt                         | Niedersachsen          | 0,07                         |
| Harthsee                 | Borna/Landkreis Leipzig             | Sachsen                | 0,65                         |
| Hartsee                  | Eggstätt/Landkreis Rosenheim        | Bayern                 | 0,87                         |
| Hasper Talsperre         | Hagen                               | Nordrhein-Westfalen    | 0,186                        |
| Hasporter See            | Delmenhorst                         | Niedersachsen          |                              |
| Hasselkampsee            | Vechelde                            | Niedersachsen          | 0,26                         |
| Hasselrather See         | Pulheim                             | Nordrhein-Westfalen    |                              |
| Hattsteinweiher          | Usingen                             | Hessen                 | 0,016                        |
| Haubachsee               | Duisburg                            | Nordrhein-Westfalen    |                              |
| Haussee                  | Feldberger Seenlandschaft           | Mecklenburg-Vorpommern |                              |
| Haussee                  | Schorssow                           | Mecklenburg-Vorpommern | 0,222                        |
| Haussee                  | Werneuchen                          | Brandenburg            | 0,44                         |
| Haussee                  | Hoppegarten                         | Brandenburg            |                              |
| Haussee                  | Märkische Schweiz                   | Brandenburg            |                              |
| Havinghorstteich         | Dülmen                              | Nordrhein-Westfalen    |                              |
| Heckfelder See           | Heckfeld                            | Baden-Württemberg      | 0,0172                       |
| Heeder See               | Heede                               | Niedersachsen          | 0,12                         |
| Heegesee                 | Am Mellensee                        | Brandenburg            |                              |
| Heegesee                 | Wustrow                             | Mecklenburg-Vorpommern |                              |
| Heidensee (bei Karow)    | Plau am See                         | Mecklenburg-Vorpommern |                              |
| Heidensee                | Schwerin                            | Mecklenburg-Vorpommern | 0,24                         |
| Heidesee                 | Forst/Karlsruhe                     | Baden-Württemberg      |                              |
| Heidesee                 | Bottrop                             | Nordrhein-Westfalen    | 0,54                         |
| Heidesee                 | Gifhorn                             | Niedersachsen          |                              |
| Heidesee                 | Halle (Saale)                       | Sachsen-Anhalt         | 0,125                        |
| Heidesee                 | Halbe                               | Brandenburg            |                              |
| Heidesee                 | Wachtendonk                         | Nordrhein-Westfalen    |                              |
| Heider Bergsee           | Brühl                               | Nordrhein-Westfalen    | 0,354                        |
| Heidereutersee           | Erkner                              | Brandenburg            |                              |
| Heidhofsee               | Bottrop                             | Nordrhein-Westfalen    |                              |
| Heidsee                  | Ankershagen                         | Mecklenburg-Vorpommern |                              |
| Heilenbecker Talsperre   | Breckerfeld, Ennepetal              | Nordrhein-Westfalen    | 0,085                        |
| Heiligensee              | Berlin                              | Berlin                 | 0,351                        |
| Heiliger See             | Potsdam                             | Brandenburg            | 0,321                        |
| Heiliger See             | Kirchmöser/Brandenburg an der Havel | Brandenburg            |                              |
| Heimstettener See        | Landkreis München                   | Bayern                 | 0,111                        |
| Heinersdorfer See        | Steinhöfel                          | Brandenburg            |                              |
| Helenesee                | Frankfurt (Oder)                    | Brandenburg            | 2,5                          |
| Hellsee                  | Lanke                               | Brandenburg            | 0,429                        |
| Hemmelmarker See         | Barkelsby                           | Schleswig-Holstein     | 0,85                         |
| Hemmelsdorfer See        | Ratekau und Timmendorfer Strand     | Schleswig-Holstein     | 4,48                         |
| Hengsteysee              | Dortmund, Hagen, Herdecke           | Nordrhein-Westfalen    | 1,36                         |
| Hennesee                 | Hochsauerlandkreis                  | Nordrhein-Westfalen    | 2,13                         |
| Herbringhauser Talsperre | Wuppertal                           | Nordrhein-Westfalen    | 0,28                         |
| Hermsdorfer See          | Berlin                              | Berlin                 | 0,0589                       |
| Herrensee                | Märkische Schweiz                   | Brandenburg            |                              |
| Herrensee                | Waren                               | Mecklenburg-Vorpommern | 0,015                        |
| Herrenteich              | Much                                | Nordrhein-Westfalen    | 0,05                         |
| Herrenwieser See         | Forbach (Baden)                     | Baden-Württemberg      | 0,012                        |
| Herthasee                | Berlin                              | Berlin                 | 0,013                        |
| Herthasee                | Holzappel                           | Rheinland-Pfalz        | 0,06                         |
| Herthasee                | auf Rügen                           | Mecklenburg-Vorpommern | 0,202                        |
| Herzogsee                | Dörpen                              | Niedersachsen          |                              |
| Hieve                    | Emden                               | Niedersachsen          | 0,9                          |
| Hinbergsee               | Kargow                              | Mecklenburg-Vorpommern |                              |
| Hinsbecker Bruch         | Nettetal                            | Nordrhein-Westfalen    | 0,375                        |
| Hinterer Kargowsee       | Jabel                               | Mecklenburg-Vorpommern |                              |
| Hintersee                | Müncheberg                          | Brandenburg            |                              |
| Hintersee                | Berchtesgadener Land                | Bayern                 | 0,164                        |
| Hiltruper See            | Münster                             | Nordrhein-Westfalen    | 0,158                        |
| Hitdorfer See            | Leverkusen                          | Nordrhein-Westfalen    |                              |
| Höglwörther See          | Berchtesgadener Land                | Bayern                 | 0,135                        |
| Höhenfelder See          | Köln                                | Nordrhein-Westfalen    | 0,16                         |
| Höllensee                | Mustin                              | Mecklenburg-Vorpommern |                              |
| Hofsee                   | Ankershagen                         | Mecklenburg-Vorpommern |                              |
| Hofsee                   | Borkow                              | Mecklenburg-Vorpommern | 2,17                         |
| Hofsee                   | Eggstätt/Landkreis Rosenheim        | Bayern                 |                              |
| Hofsee                   | Kargow                              | Mecklenburg-Vorpommern | 0,139                        |
| Hofsee                   | Hohen Wangelin                      | Mecklenburg-Vorpommern | 0,31                         |
| Hofsee                   | Kargow                              | Mecklenburg-Vorpommern | 0,147                        |
| Hofsee                   | Plau am See                         | Mecklenburg-Vorpommern | 0,204                        |
| Hofsee                   | Neu Gaarz                           | Mecklenburg-Vorpommern | 0,44                         |
| Hofsee                   | Fünfseen                            | Mecklenburg-Vorpommern | 0,127                        |
| Hofsee                   | Kargow                              | Mecklenburg-Vorpommern | 1,15                         |
| Hofsee                   | Zurow                               | Mecklenburg-Vorpommern | 0,1                          |
| Hohen Sprenzer See       | Hohen Sprenz                        | Mecklenburg-Vorpommern | 2,25                         |
| Hohenwarte-Stausee       | Hohenwarte                          | Thüringen              | 7,3                          |
| Hohenjesarscher See      | Zeschdorf                           | Brandenburg            |                              |
| Hoher See                | Zemitz                              | Mecklenburg-Vorpommern | 0,102                        |
| Hohler See               | Rüdersdorf                          | Brandenburg            |                              |
| Hohlohsee                | Gernsbach                           | Baden-Württemberg      |                              |
| Holbecker See            | Nuthe-Urstromtal                    | Brandenburg            |                              |
| Hollenbacher See         | Mulfingen                           | Baden-Württemberg      |                              |
| Hollenersee              | Saterland                           | Niedersachsen          | 0,119                        |
| Höllensteinsee           | Regen                               | Bayern                 | 0,54                         |
| Hölzerner See            | Heidesee (OT Gräbendorf)            | Brandenburg            | 1,15                         |
| Holzendorfer See         | Dabel                               | Mecklenburg-Vorpommern | 0,72                         |
| Holzmaar                 | Vulkaneifel                         | Rheinland-Pfalz        | 0,068                        |
| Hopfensee                | Füssen                              | Bayern                 | 1,94                         |
| Horstmarer See           | Lünen                               | Nordrhein-Westfalen    | 0,09                         |
| Hubertussee              | Berlin-Frohnau                      | Berlin                 | 0,014                        |
| Hubertussee              | Berlin-Grunewald                    | Berlin                 | 0,025                        |
| Hubertussee              | Gundelfingen                        | Bayern                 |                              |
| Hücker Moor              | Spenge                              | Nordrhein-Westfalen    | 0,12                         |
| Hufeisensee              | Halle (Saale)                       | Sachsen-Anhalt         | 0,7                          |
| Hullerner Stausee        | Haltern am See                      | Nordrhein-Westfalen    | 1,5                          |
| Hundekehlesee            | Berlin                              | Berlin                 | 0,072                        |
| Huronensee               | Münster                             | Nordrhein-Westfalen    |                              |
| Hutschsee                | Friedersdorf                        | Brandenburg            |                              |
| Huvenhoopssee            | Gnarrenburg                         | Niedersachsen          |                              |
| Huzenbacher See          | Baiersbronn                         | Baden-Württemberg      | 0,027                        |